# Nora Jean Bruso
Nora Jean Bruso (Greenwood, 1956. június 21. –) 1956-os születésű amerikai bluesénekesnő és dalszerző.

## Pályakép
A középiskolában énekversenyt nyert. 19 éves korában már színpadon énekelt. 1985-ben jelent meg első lemeze. Innen kezdve pályája töretlen, bár 1992-től inkább  fiait nevelte. Tíz év kihagyás után lépett újra a színpadra.
Nála a lassú blues is csupa energia.
Több, mint 700 hangfelvétele van.
...akit egyszer elkapott a blues, azt többé nem ereszti.

## Lemezek
- 2003: Nora Jean Bruso Sings the Blues
- 2004: Going Back to Mississippi

## További információ
- Hivatalos oldal